# Fußballnationalmannschaft der Demokratischen Republik Kongo (U-23-Männer)
Die U-23-Fußballnationalmannschaft der Demokratischen Republik Kongo ist eine Auswahlmannschaft kongolesischer Fußballspieler, die der Fédération Congolaise de Football-Association unterliegt. Sie repräsentiert den Verband bei internationalen Freundschaftsspielen wie auch von 1991 bis 2015 bei den Afrikaspielen und seit 2011 beim U-23-Afrika-Cup, welcher über die Teilnahme an den Olympischen Sommerspielen entscheidet.

## Geschichte
An der Qualifikation für die Afrikaspiele nahm die U23 erstmals erst zu den Spielen 1999 teil. Hier schied man aber bereits früh in einer der ersten Runden aus. Bei der nächsten Austragung beteiligte man sich nicht einmal an der Qualifikationsphase. Danach nahm die Mannschaft an dieser zwar wieder teil, es gelang jedoch nie sich für die Endrunde zu qualifizieren. Seit den Spielen 2019 nimmt die U-20 an dem Wettbewerb teil.
In der Qualifikation für den U-23-Afrika-Cup 2011, konnte man zwar bis in die Zweite Runde vorstoßen, schied dort jedoch gegen Marokko aus. Auch bei der Qualifikation zur Ausgabe 2015 war die Mannschaft eigentlich als Ausrichter gesetzt, womit die Mannschaft sich nicht extra qualifizieren musste. Da der CAF dann aber den Senegal zum Ausrichter machte, hatte die Mannschaft keine Möglichkeit mehr für dieses Turnier zu qualifizieren.
In der Qualifikation für das Turnier im Jahr 2019 schaffte man es zwar in die Zweite Runde. Wurde dann aber von der Qualifikation ausgeschlossen, weil ein unzulässiger Spieler eingesetzt wurde.
Erstmals konnte sich die Mannschaft für die Ausgabe 2015 des U-23-Afrika-Cup qualifizieren. Anschließend daran gelang auch eine Qualifikation für das Turnier im Jahr 2019, in beiden Fällen schied man aber bereits in der Gruppenphase aus und bekam somit auch nicht die Chance sich für das olympische Turnier zu qualifizieren.

## Ergebnisse bei Turnieren
| Jahr | Platzierung        |
| ---- | ------------------ |
| 1999 | nicht qualifiziert |
| 2003 | nicht teilgenommen |
| 2007 | nicht qualifiziert |
| 2011 | nicht qualifiziert |
| 2015 | nicht qualifiziert |

| Jahr | Platzierung        |
| ---- | ------------------ |
| 2011 | nicht qualifiziert |
| 2015 | nicht qualifiziert |
| 2019 | nicht qualifiziert |
| 2023 | steht noch aus     |